# Ленчешиці
Ленчешиці (пол. Łęczeszyce) — село в Польщі, у гміні Бельськ-Дужий Груєцького повіту Мазовецького воєводства.
Населення — 568 осіб (2011).

## Демографія
Демографічна структура станом на 31 березня 2011 року:
|          | Загалом | Допрацездатний вік | Працездатний вік | Постпрацездатний вік |
| -------- | ------- | ------------------ | ---------------- | -------------------- |
| Чоловіки | 263     | 38                 | 186              | 39                   |
| Жінки    | 305     | 69                 | 156              | 80                   |
| Разом    | 568     | 107                | 342              | 119                  |